# Gilla Pátraic Rúad
Gilla Pátraic Rúad ou Gilla Pátraic III surnommé  « Rúad » c'est-à-dire « le Rouge » (mort le 5 août 1103) est un roi d'Osraige de la lignée des Mac Giolla Phádraig qui règne  1090 à 1103.

## Règne
Gilla Pátraic Rúad à qui la liste royale « Reges Ossairge » du Livre de Leinster attribue un règne de quatorze années comme successeur de Donnchad mac Domnail est présenté comme le frère de ce dernier par la « Loca Patriciana: Part XII »  mais son origine familiale précise, peut-être fils de Domnall mac Gilla Pátraic, reste indéterminée selon l'historiographie contemporaine. Pendant son règne l'Osraige comme d'ailleurs son voisin le royaume de Leinster demeurent dans l'orbite de l'Ard ri Erenn Muirchertach Ua Briain lors de son affrontement avec Domnall MacLochlainn.
En 1094 les Annales des quatre maîtres relèvent que Muirchertach Ua Briain à la tête des « Hommes d'Irlande » c'est-à-dire: les Hommes de Munster  les Osraighi, les Hommes du Leinster se rassemblent à Dublin et se confrontent avec Domnall MacLochlainn roi d'Ailech, à la tête des Hommes des  Cenél Conaill et Cenél nEógain; Domnall mac Flainn Ua Mael Sechlainn, roi de Teamhair  (1087-1094), avec les Hommes de Mide;  Donnchad mac Duinn Sléib hEochadha roi d'Ulster (1091-1095) avec ceux d'Ulaid; et Gofraid Méranech, seigneur des « Étrangers » et d'Átha Cliath, avec quatre-vingt-dix vaisseaux. Ceux-ci ont procédé de l'Est à Magh-Laighean, et ils ont brûlé Uachtar-ard, et ont mis en déroute les hommes de Munster, Leinster et Osraighe, qui fuient, sans combattre. Après cela, les Hommes d'Ulaid retournèrent chez eux, car ils ne voulaient pas piller le Leinster. Les Hommes du Munster après cela se rendent dans l'est et expulsent Gofraid Méranech), d'Átha Cliath, et déposent le roi  Teamhair, c'est-à-dire Domhnall Ua Maelseachlainn, qui est banni en Airgíalla, car les Hommes de Mide s'étaient retournés contre lui, avant d'être tué
En 1101 une grand armée menée par Muircheartach Ua Briain, composée des Hommes du Munster, Leinster, Osraighe, Mide, et Connacht, traverse les Chutes d'Assaroe (en) et atteint  Inishowen qu'elle pille brulant les églises et les fortifications de Fathan-Mura, et Ard-sratha ; et démolissant la forteresse de Grianán d'Ailech située dans la péninsule, afin de venger le sac de Kincora (Ceanncoradh), par Domnall MacLochlainn quelque temps auparavant  Muircheartach ordonne à son armée d'emporter les pierres d'Ailech à Luimneach, il se rend ensuite à Feartas-Camsa en Ulaid, et prend des otages de la province avant de terminer son tour d'Irlande dans l'espace d'un mois et demi, sans combattre ni être attaqué, il rentre ensuite dans sa résidence de Slighe-Midhluachra. Cette fameuse expédition sera surnommée  « le circuit guerrier ».
Toutefois Domnall MacLochlainn n'est pas soumis et la guerre éclate de nouveau en 1103  entre le  Cenél nEógain et  Muirchertach Ua Briain, Ard ri Erenn et roi du Munster, et ses alliés du Leinster et d'Osraige. Domnall et le Cenél nEógain attaque le Leinster et l’Osraige et le 5 aout 1103 lors de la bataille de Mag Coba, il écrase leurs forces. Un massacre général des Osraighi s'ensuit  dans lequel tombent  « Gilla Pátraic Rúadh et la famille royale d' Osraige » 

## Succession
La succession de Gilla Pátraic Rúad est, comme son origine, obscure car s'il laisse deux filsː
- Domnall Rúad mac Gilla Pátraic (mort en 1109)[10]
- Donnchad Bálc qui sera roi d'Osraige d'avant 1119 à sa mort en 1123 [11]

La liste « Reges Ossairge » du Livre de Leinster lui attribue trois successeurs conjoints 
- Cerball , son frère (?), fils de Domnall fils de Gilla Patraic, roi du Deascairt Osraighe (Sud Osraige) de 1103 à 1105[13]
- Domnall, tué en 1113, son neveu, fils de Donnchad ua Gilla Patraic, Leth ri de la partie centrale[14]
- Finn Uá Cáellaide  (O'Kealys) qui appartient à une lignée rivale, roi du Haut Osraighe

## Sources
- (en) T.W Moody, F.X. Martin et F.J. Byrne, A New History of Ireland IX Maps, Genealogies, Lists. A companion to Irish History part II, Oxford, Oxford University Press, 2011, 690 p. (ISBN 978-0-19-959306-4).
- Stokvis, Anthony Marinus Hendrik Johan, préface de H. F. Wijnman, Manuel d'histoire, de généalogie et de chronologie de tous les États du globe, depuis les temps les plus reculés jusqu'à nos jours, Israël, 1966, p. 272 Table n°28a Généalogie des rois d'Ossory
- (en) J.F. Shearman, « Loca Patriciana: Part XII. The Early Kings of Ossory: The Seven Kings of Cashel Usurpers in Ossory: The Kings of the Silmaelodra-Of the Clan Maelaithgen - Maelduin Mac Cumiscagh-Cearbhall Mac Dungal: The Anglo-Norman Invasion of OssoryMartin the Elder, a Patrician Missionary in Ossory: His Churches », The Journal of the Royal Historical and Archaeological Association of Ireland, vol. 4 no 33/34,‎ 1878, p. 336-408 (JSTOR 25506726) Consulté le 23 mars 2021.
- (en) Bart Jaski, Genealogical tables of medieval Irish royal dynasties, Dublin, Four Courts Press, 2013 (ISBN 9781846824265), p. 127 Tableau-47 Osraige b.9th-12th c.
- (en) William Carrigan The History and Antiquities of the Diocese of Ossory